# Imad Chhadeh
Imad Chhadeh (12 ottobre 1979) è un ex calciatore siriano, di ruolo centrocampista.

## Carriera

### Club
Chhadeh giocò nell'Al-Jaish, prima di passare agli svedesi dell'Åtvidaberg. Si trasferì poi ai norvegesi del Løv-Ham, con cui debuttò nella 1. divisjon il 3 settembre 2006, quando fu titolare nella sconfitta per 2-1 sul campo dell'Aalesund. Il 10 settembre realizzò la prima rete, nella vittoria per 2-1 sul Sogndal. In seguito, militò nelle file del Brommapojkarna e dell'Assyriska.

### Nazionale
Conta 2 presenze per la Siria.